# François de Labat
Pour les articles homonymes, voir Labat.

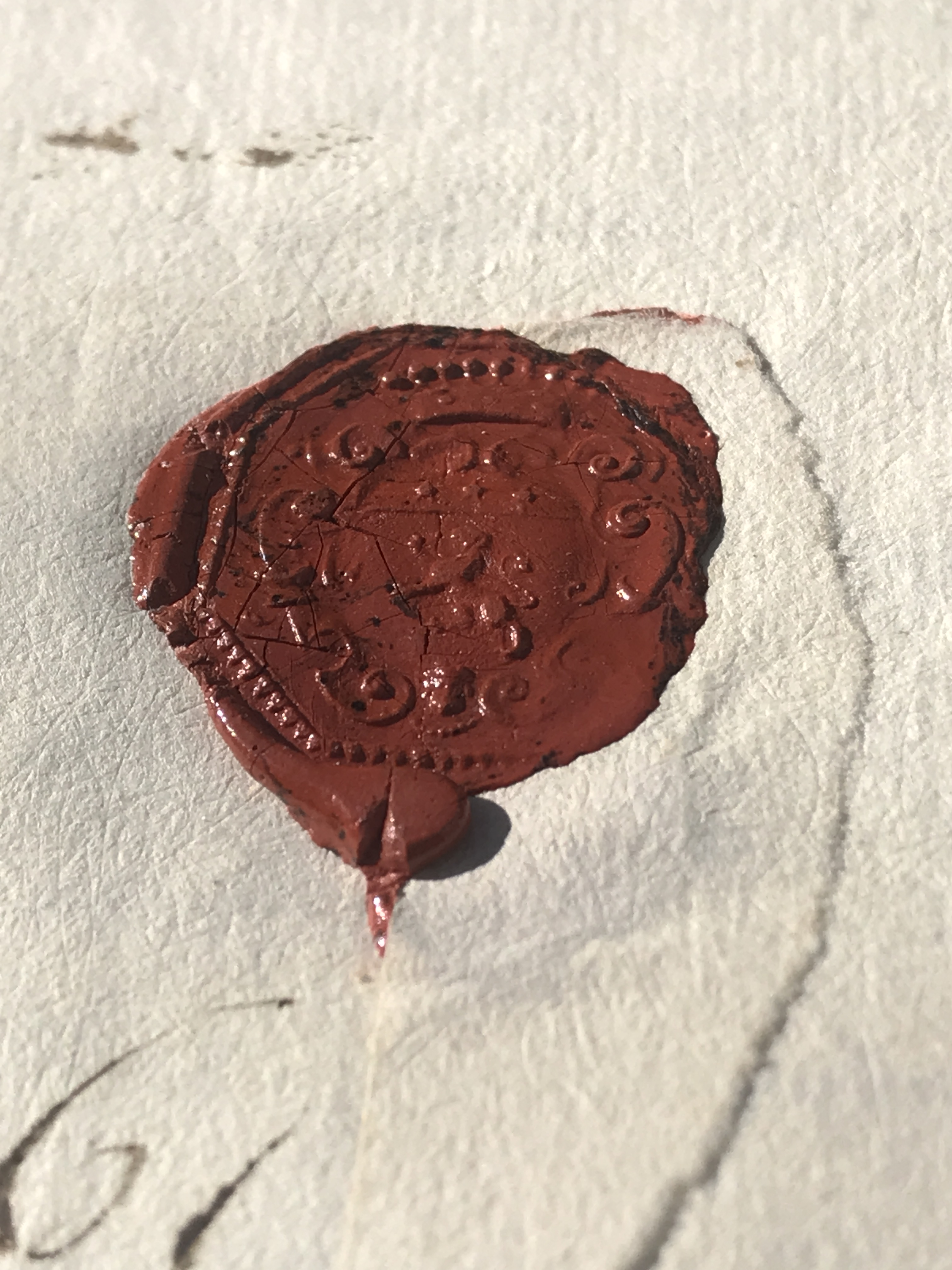
Sceau du chevalier de Vivens ; d'azur au lion rampant d'argent.

François de Labat, chevalier de Vivens (11 juillet 1697-20 avril 1780), est un économiste français

## Biographie
Il était un gentilhomme agenais ami de Montesquieu, qui habitait à Clairac la propriété de Grand Vivens, voisine de celle de Petit Vivens qui appartenait à Jeanne de Lartigue, épouse de Montesquieu, et qui, comme lui, cultivait la vigne. À partir des années 1750, il transforma le château voisin de Barry où il s'installa et mourut.
Homme des Lumières, il menait là une vie de philosophe, de physicien, de technicien, publiant entre autres sur le mouvement et la gravitation. Toujours conservé aux Archives départementales d’Agen, son Journal météorologique, tenu de 1739 à 1778 est un document unique où il nota les variations thermométriques, les phénomènes météorologiques, les tremblements de terre, l’état des récoltes, les maladies du bétail, etc. Un « homme d’esprit, de culture et de cœur » comme l’écrit Jean Haechler dans l’ouvrage qu’il lui consacra : "Le chevalier de Vivens. Un philosophe des lumières en Aquitaine", Bordeaux, éditions Aubéron, 2000.
Il est le fils d'André Labat de Vivens et de Judith de Beaupuy, l'un et l'autre huguenots. Après avoir passé quelques années en Angleterre, notamment pour y recueillir l'héritage d'un oncle émigré pour cause de religion, il épouse en 1728 Marie de Massac (1704-1782), dont il eut plusieurs enfants parmi lesquels Bernard André, dit Émile, Judith, et Jean Bernard.
Il est élu à l'Académie royale de Bordeaux en 1742, présenté par Montesquieu. Ami de la famille Jaucourt, il est notamment soutenu par la marquise Suzanne de Jaucourt (née Suzanne Marie de Vivans, dame de Noaillac), belle-sœur du chevalier de Jaucourt. À Clairac, il était également lié avec Filipo Venuti, nommé abbé de Clairac par le chapitre de Saint-Jean-de-Latran, mais aussi avec l'abbé Guasco ou la duchesse d'Aiguillon, Anne Charlotte de Crussol.
Il accueillera à Barry Jacques de Romas, qui y fit ses premiers essais sur le paratonnerre, grâce à un cerf-volant électrique, en 1752-1753, venu de Nérac avec ses amis, les frères Dutilh. À la même époque, Benjamin Franklin procédait aux mêmes essais à Philadelphie.

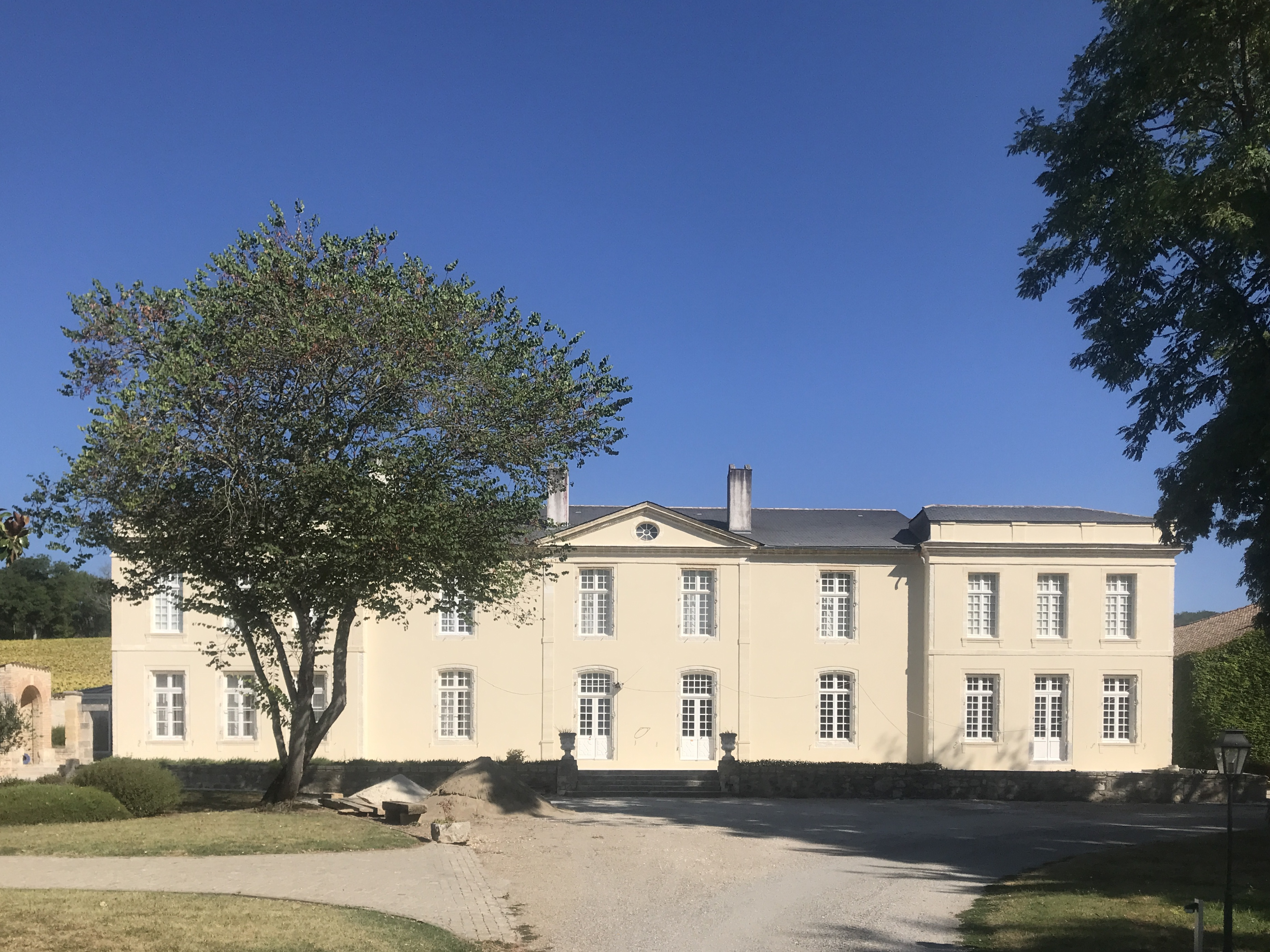
Château de Barry, 47320 Clairac

Lorsqu'en 1777 la Société libre des Sciences, Arts et Belles-lettres d'Agen est créée, ses responsables proposent au chevalier, âgé de près de 80 ans, d'en faire partie, il leur répond en les remerciant à condition d'être admis en tant que "membre inutile". Il décède à Barry, où il est inhumé, le 20 avril 1780. Le 16 mai suivant, la Gazette de France annonce ainsi son décès : " Le chevalier de Vivens, de l'Académie de Bordeaux, & de plusieurs autres, célèbre par des connaissances utiles, & par son zèle pour le bien public, est mort, dans son château de Baroy [sic], près de Clerac en Agénois, âgé de 91 ans [sic]".
En avril 2024, grâce à une souscription publique, les  Archives départementales de Lot-et-Garonne et la Société des amis de Clairac acquièrent en vente publique (étude Gros & Delettrez) pour le compte des Archives départementales plus de 3000 pages manuscrites inédites du chevalier : correspondances, agriculture, agronomie, vignes et vin, tabac, commerce, météorologie, sciences, physique… Elles incluent notamment un très abondant ensemble de correspondances avec la marquise de Jaucourt (que l'on pensait disparues depuis le début du XIXe siècle) mais aussi avec Jean-François de La Myre (ou Lamire), seigneur de Doazac. Elles rejoindront ainsi l’exceptionnel journal météorologique déjà conservé à Agen.

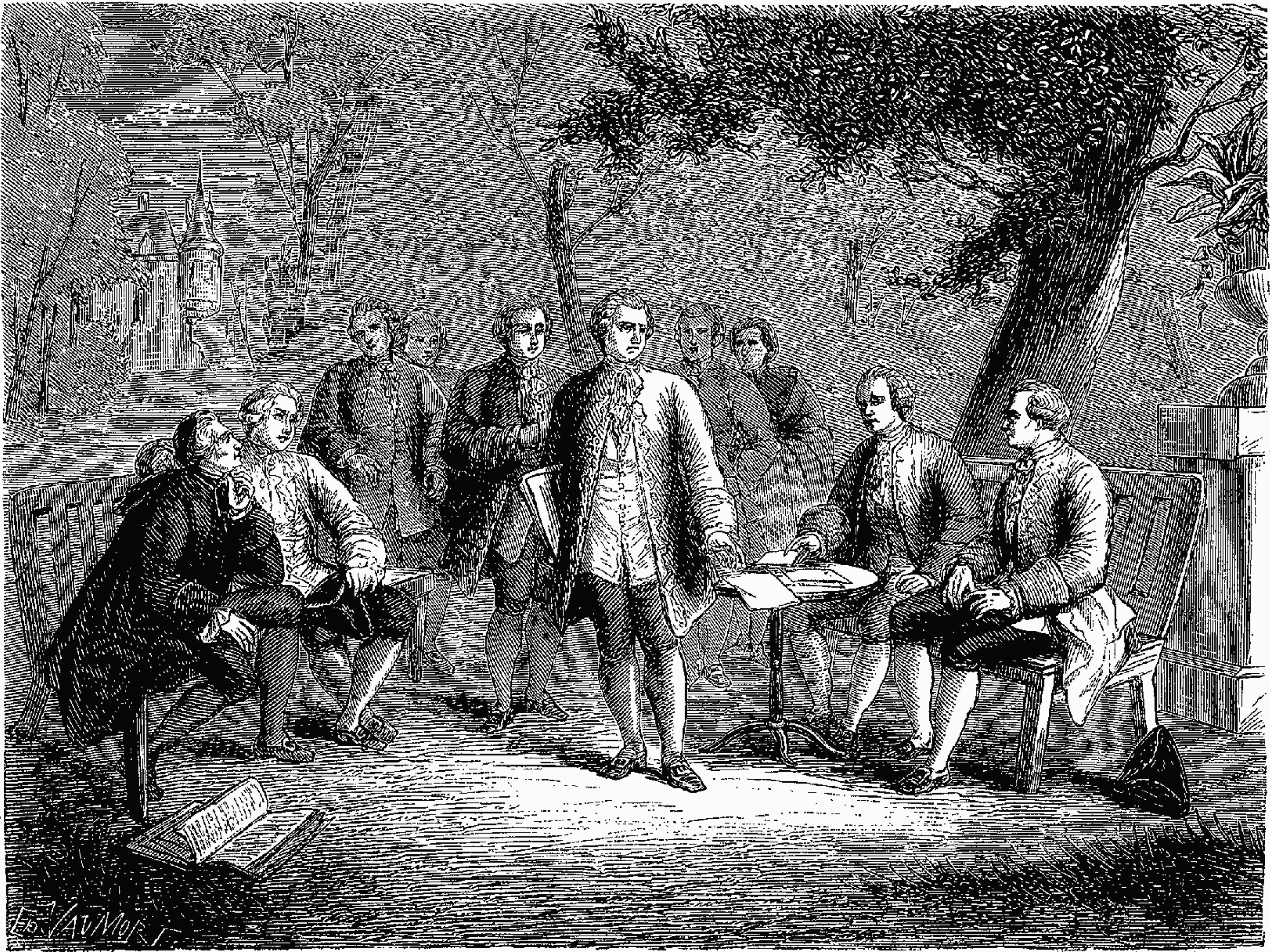
Le cénacle scientifique du château de Clairac ; Montesquieu et le baron de Secondat, son fils, le chevalier de Vivens, Romas et les frères Dutilh (gravure fin XIXe siècle).

## Publications
- Essai sur les principes de la physique. Sans nom d'auteur, Bordeaux, 1746. Compte-rendu paru dans le Journal de Trévoux, décembre 1747, p. 2345-2353.
- Nouvelle théorie du mouvement où l'on donne la raison des principes généraux de la physique. Sans nom d'auteur, Londres, MDCCXLIX.
- Observations sur divers moyens de soutenir et d'encourager l'Agriculture, principalement dans la Guyenne : où l'on traite des cultures propres à cette province et des obstacles qui l'empêchent de s'étendre. 1756. 2 tomes en 1 volume. Dans cet ouvrage il expose ses réflexions en matière économique, prenant sa région pour exemple et examinant en détail le commerce des produits agricoles, en particulier le vin, le blé et le tabac, avec de nombreuses références aux colonies et à l'Amérique. Il discute les vues théoriques de nombreux auteurs contemporains comme Véron de Forbonnais, Ustariz, Boureau-Deslandes, Joshua Gee, Child, avec deux chapitres particuliers consacrés à la critique du livre de Melon ("Essai Politique sur le Commerce") . Favorable à la liberté du commerce, il se montre proche des thèses physiocratiques qui commençaient tout juste à se faire connaître et il rend un hommage appuyé au "Mémoire sur les États Provinciaux" du marquis de Mirabeau, "un des meilleurs ouvrages qui ait paru depuis quelques années". "Importance de l'agriculture" (chapitre premier), "Combien il seroit nécessaire d'encourager l'agriculture", "Des colonies", "Du commerce des denrées", "Des avances et du crédit", "Des vignes", "Mélanges des vins", "Des vins muets", "Commerce des vins. Des vins marchands et communs", "Des petits vins et des eaux de vie", etc. "Critique des monopoles commerciaux, des dommages causés à la main d'œuvre par le recrutement militaire, etc." Une suite en deux volumes vit le jour en 1761 et 1763 mais elle semble n'avoir été réunie qu'à un petit nombre d'exemplaires.
- Questions sur la tolérance, où l'on examine si les maximes de la persécution ne sont pas contraires au droit des gens, à la Religion, à la Morale, à l'intérêt des Souverains & du Clergé. Sans nom d'auteur, Genève, chez Henry-Albert Gosse & compagnie, imprimeurs-libraires. MDCCLVIII.
- Idée générale d'un nouveau système sur la gravitation universelle. Manuscrit lu en séance publique, pour la saint Louis (25 août), Registres de l'Académie Royale des Sciences de Bordeaux, 1760.
- Du vol des oiseaux, manuscrit inachevé, publié par Jules Duhem, Mercure de France, 15 novembre 1935.